# Honda CB 750K
La Honda CB 750K è una di motocicletta prodotta dalla casa motociclistica giapponese Honda dal 1978 al 1983.

## CB 750K
Nel 1978 viene presentata al salone di Colonia la nuova CB750 K che è dotata del nuovo propulsore di prestazioni superiori ma con estetica e soluzioni ciclistiche che non convincono. La linea è tondeggiante, vengono riproposte le 4 marmitte separate e al posteriore c'è un freno a tamburo, mentre l'ultima serie della CB monoalbero, la SuperSport poteva vantare una terna di freni a disco. L'impronta è chiaramente più turistica che sportiva, il serbatoio panciuto e il manubrio rialzato ne danno una conferma.
Una volta in sella però le cose non sono proprio come sembrano, alcune vibrazioni si fanno sentire ad alcuni regimi critici, ma il nuovo motore ha un'indole spiccatamente sportiva con potenza massima dichiarata di 80CV a 9000 rpm, e incline a salire rapido di giri essendo un motore "quadro" (62x62 mm) e con 4 valvole per cilindro.
L'esperienza fatta con la CBX1000 a 6 cilindri sulle camere di scoppio a tetto e i nuovi carburatori Keihin a depressione da 30 mm assicurano una erogazione regolare a tutti i regimi.
La CB750 K prende quindi il posto della CB750 Super Sport che disponeva del motore 4 cilindri in linea 8 valvole monoalbero ultima versione.

## CB 750F

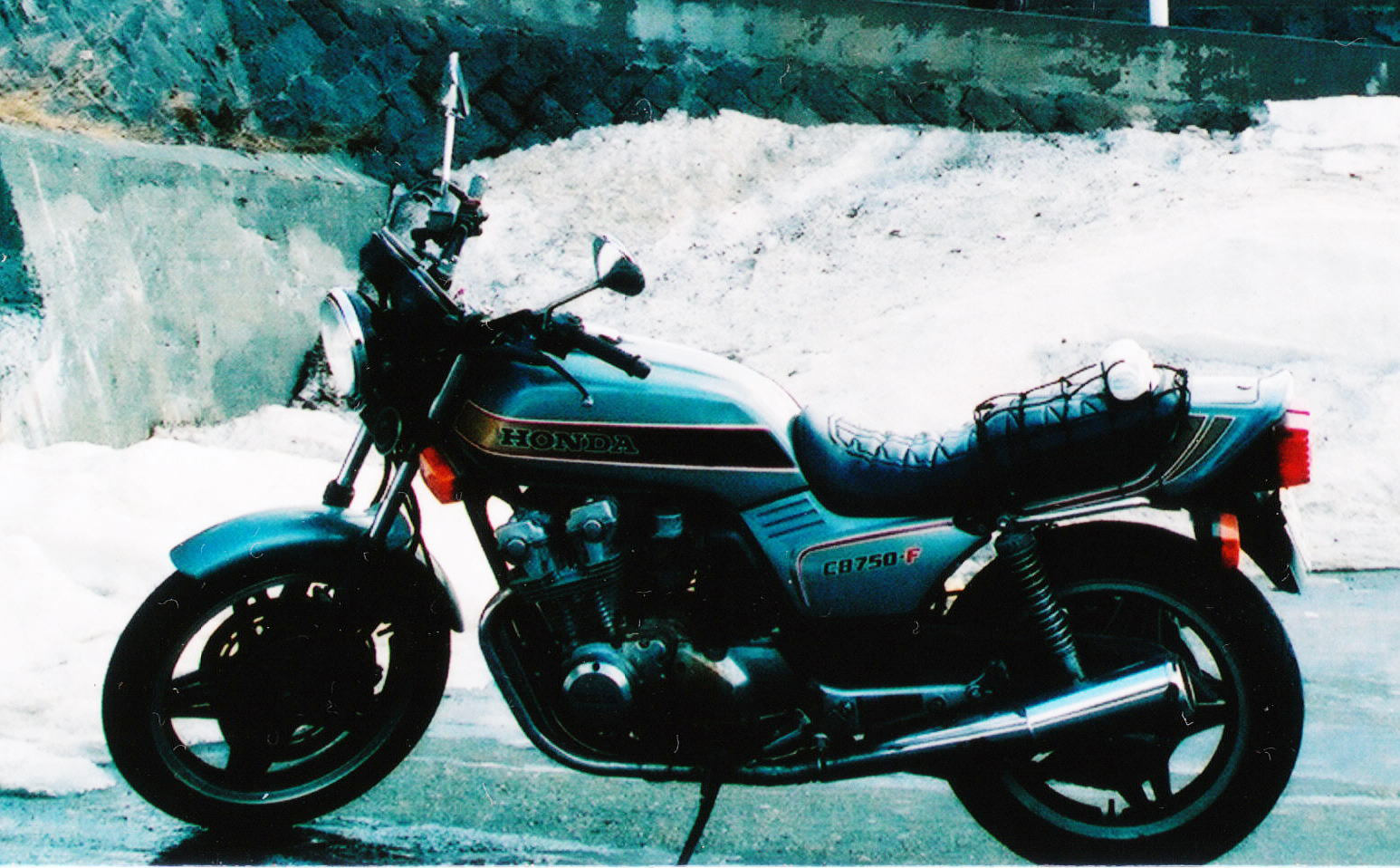
CB 750F

Nel febbraio 1980 La 750 riceve un sostanzioso ammodernamente diventando CB750F, affiancando per breve tempo la versione K con un prezzo leggermente maggiore.
È modificato l'impianto di scarico che dispone ora di due soli silenziatori, innalzata la potenza di un paio di CV portandola a 79CV. L'impianto frenante è costituito da dischi da 276 mm sull'anteriore come al posteriore, con nuova pompa e nuove pinze all'avantreno. Cresce leggermente l'interasse, ora a 1520 mm, ma cala a 112 mm l'avancorsa per consentire maggior maneggevolezza rispetto alla 900F. Il manubrio è più raccolto rispetto alla K ma meno sportivo della 900 assicurando un buon comfort sulle lunghe percorrenze. I 9 km/h di incremento sulla velocità massima completano il quadro.
All'inizio del 1982, la CB750 viene proposta in versione F2 carenata, guadagnando le nuove pinze a doppio pistoncino e la nuova strumentazione.